# Józef Zubek
Józef Zubek (* 4. März 1914 in Kościelisko; † 6. November 1988 in Zakopane) war ein polnischer Soldat und Skisportler.
Zubek wurde in Kościelisko geboren und war der Sohn einer Familie von Skifahrern. Er war ein Skirennläufer und Skispringer in der SN-1907 PTT Klub Sportowy Kemping Zakopane. Er beteiligte sich an der Militärpatrouille der Olympischen Winterspiele 1936. Die polnische Mannschaft stellte acht Teilnehmer.
Bei den Nordischen Skiweltmeisterschaften 1939 und den Olympischen Winterspielen 1960  trainierte er das Langlaufteam. Er arbeitete auch als Bergführer für den Club Wysokogórskiego, später als Skilehrer und Skilanglauftrainer der SN und der KS Kolejarz PTT.
Im Jahr 1969 wurde er Meister des Sports und Ehrenmitglied der SN PTT Zakopane im Jahr 1980. Er starb in Zakopane.